# Tân Thành, Vụ Bản
Tân Thành là một xã cũ thuộc huyện Vụ Bản, tỉnh Nam Định, Việt Nam.
Xã có diện tích 4,27 km², dân số năm 2023 là 5.385 người, mật độ dân số đạt 1.261người/km². Có chùa Tân Cốc và đình làng Tân Cốc thờ 16 dòng họ của xã. Nằm cạnh con sông Đào và Quốc lộ 10. Có tuyến đường sắt bắc nam chạy qua. Là xã nhỏ nhất của huyện Vụ Bản và vị trí nằm lọt 1 nửa trong Thành phố Nam Định.
Hiện trên địa bàn có Đình làng Tân Cốc thờ Linh Lang Đại Vương cùng Thập lục gia tiên tổ của làng, cùng nhiều di tích lịch sử văn hóa có giá trị tâm linh cũng như lịch sử.
Xã có chùa Tân Cốc (Diên Phúc Tự) ngôi chùa cổ lâu đời là nơi tu hành của nhiều thế hệ các bậc cao tăng hiện ở chùa có 5 ngọn tháp nơi an nghỉ của các bậc cao tăng, cùng nhiều kiến trúc, hiện vật độc đáo mang đậm nét Phật giáo cổ truyền.